# Demonax transilis
Demonax transilis är en skalbaggsart som beskrevs av Bates 1884. Demonax transilis ingår i släktet Demonax och familjen långhorningar. Inga underarter finns listade i Catalogue of Life.